# Caio Lucas
Caio Lucas Fernandes (ur. 19 kwietnia 1994) – brazylijski piłkarz, występujący na pozycji pomocnika w emirackim klubie Szardża FC.

## Kariera klubowa
Od 2014 roku występował w klubach Kashima Antlers i Al-Ain.